# Rufino Torrico
José Rufino Torrico de Mendiburu (Lima, 1833-14 de octubre de 1920) fue un militar y político peruano y alcalde de Lima en tres ocasiones: en 1880-1881, en 1883-1884 y en 1895. En enero de 1881, su gestión ayudó a detener en parte la violencia y el saqueo de Lima por parte de los soldados en retirada de la batalla de Miraflores y fue la máxima autoridad peruana en el momento de la entrada de las tropas chilenas en la capital del Perú. Después de la Guerra del Pacífico, se unió al Partido Constitucional de Andrés Avelino Cáceres a quien sirvió como ministro de Guerra y Marina (1886-87), y de Gobierno y Policía (1894-95). Fue también senador en el Congreso de la República. En 1895, inmediatamente después de la guerra civil entre caceristas y pierolistas, se encargó nuevamente del gobierno de Lima. En su memoria, un importante jirón o arteria del centro histórico de Lima lleva su nombre.

## Carrera militar
Hijo del general Juan Crisóstomo Torrico, quien se proclamó Jefe Supremo de la República en 1842, y de María Manuela de Mendiburu. Fue enviado a Chile en 1840, donde estudió agrimensura, y a su regreso a Lima en 1848 ingresó al Colegio Guadalupe. Optó por la carrera militar y sentó plaza de alférez en el regimiento Lanceros de la Escolta, en 1851. Sucesivamente ascendió a teniente (1852) y capitán (1854). Durante la guerra civil de 1854 sirvió al presidente José Rufino Echenique y concurrió a la batalla de La Palma, el 5 de enero de 1855, luego de la cual pasó al retiro. 
Se trasladó con su padre a Europa, donde residió hasta 1860. Al regresar al Perú, logró su reingreso en el ejército, y formó en las filas del Batallón de Infantería Pichincha N.º 3. En 1863 fue ascendido a sargento mayor efectivo y por decisión del presidente Miguel de San Román, organizó el escuadrón de Húsares de la Escolta, bajo las órdenes del coronel Felipe S. Coz. Ascendido luego a teniente coronel, sirvió hasta la caída del
presidente Juan Antonio Pezet en 1865. Pasó entonces nuevamente a Europa y retornó cuando se normalizó la sucesión constitucional. Durante el tercer gobierno interino del general Pedro Diez Canseco, asumió la inspección del Colegio Militar y la comandancia de la compañía formada por los cadetes. 
Al asumir a la presidencia el coronel José Balta en 1868, se identificó con su gobierno, siendo nombrado segundo jefe del regimiento Lanceros de Torata y ascendido a coronel; pero, consternado por el violento fin de aquel presidente, pasó al retiro en 1872, reintegrándose a la vida privada.

## Carrera política

### Alcalde de Lima en 1880-1881
En 1879 aceptó integrar el concejo provincial de Lima, en tiempos difíciles, pues estalló por entonces la guerra con Chile. Asumió la alcaldía de la ciudad cuando el titular de la misma, Melitón Porras Díaz, renunció a ella para incorporarse a la Reserva, el 6 de abril de 1880. Ya por entonces, ante la derrota de los ejércitos peruanos en el sur, se temía una invasión chilena a la capital.
Torrico instaló un hospital de sangre en el Palacio de la Exposición y, después de las batallas de San Juan (13 de enero) y Miraflores (15 de enero de 1881), organizó la Guardia Urbana Extranjera —pues se cometieron excesos reprobables de toda clase por parte de los soldados en retirada de Miraflores—; fue la única autoridad que, en representación del Estado, y a solicitud del cuerpo diplomático, mantuvo comunicación con los jefes chilenos, para lograr que la ocupación militar de Lima se ajustara a las convenciones vigentes en el mundo civilizado. 
Su mandato como alcalde culminó el 31 de marzo de 1881, por decreto del gobierno provisional de Francisco García Calderón Landa, que desplazó a las autoridades instaladas por la dictadura pierolista. Luego, a fines de ese año, las municipalidades fueron puestas en receso por la autoridad chilena.

### Alcalde de Lima en 1883-1884
Torrico participó en las reuniones iniciales de un "partido nacional" que Nicolás de Piérola organizó antes de abandonar Lima e incluso integró su primer comité central directivo, el 5 de febrero de 1882, pero pronto se apartó de Piérola. 
El 23 de octubre de 1883, por disposición del gobierno de Miguel Iglesias, se autorizó el funcionamiento del Consejo Provincial de Lima, con Torrico como alcalde. Tras ser desocupada la ciudad por los chilenos en cumplimiento del Tratado de Ancón, Torrico renunció el 26 de enero de 1884. Le sucedió el teniente alcalde Luis Roca y Boloña, el cual permaneció hasta el 29 de octubre, en que puesta en vigencia la Ley de Municipalidades de 1861, la nueva corporación municipal nombrada por el Supremo Gobierno eligió como alcalde a Ignacio de Osma.

### Ministro y senador
Torrico se plegó a la revolución constitucional del general Andrés A. Cáceres contra el gobierno del general Miguel Iglesias, contribuyendo a su triunfo. Elegido senador por Apurímac en 1886, cooperó en el primer gobierno de Cáceres como Ministro de Guerra y Marina, del 22 de noviembre de 1886 al 22 de agosto de 1887, en durante el año de 1887 ejerció la presidencia de La Sociedad de Beneficencia de Lima Metropolitana. En 1890 fue elegido nuevamente senador por el departamento de Apurímac y reelecto en 1892 hasta 1894. Luego, ya en el segundo gobierno de Andrés Cáceres, se desempeñó como Ministro de Gobierno y Policía, del 22 de agosto de 1894 al 20 de marzo de 1895.

### Alcalde de Lima en 1895

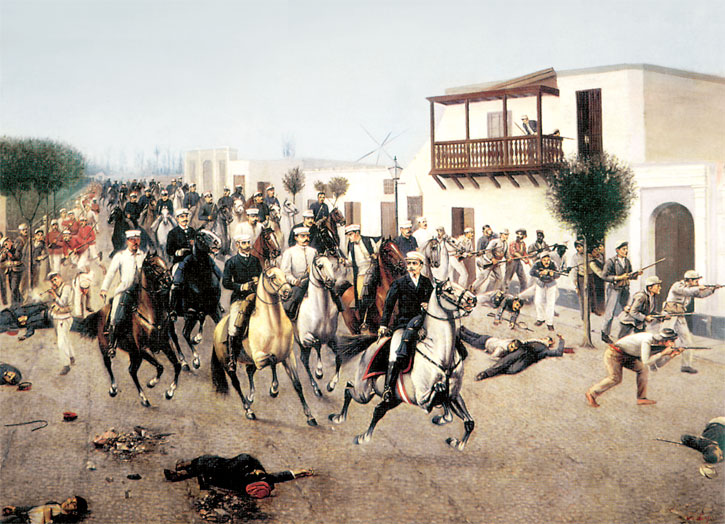
Piérola y sus montoneros entran a Lima por la Puerta de Cocharcas, el 17 de marzo de 1895.

Ese mismo día en que abandonaba sus funciones de ministro, finalizaba en las calles de Lima la sangrienta guerra civil entre los caceristas (gobiernistas) y los pierolistas (demócratas y civilistas coaligados), con la victoria de estos últimos, por haber renunciado Cáceres a la presidencia. Y como también era a la sazón teniente alcalde, Torrico asumió de inmediato el gobierno de la ciudad ante la renuncia de su titular, el general César Canevaro, que además era primer vicepresidente de la República. 
Con presteza, Torrico hizo retirar los cadáveres de centenares de combatientes que yacían en las calles y en algunos edificios públicos, lo que fue una medida importante de salubridad pública.
Falleció en 1920 a los 87 años y fue enterrado en el Cementerio Presbítero Maestro.